# 井筒屋

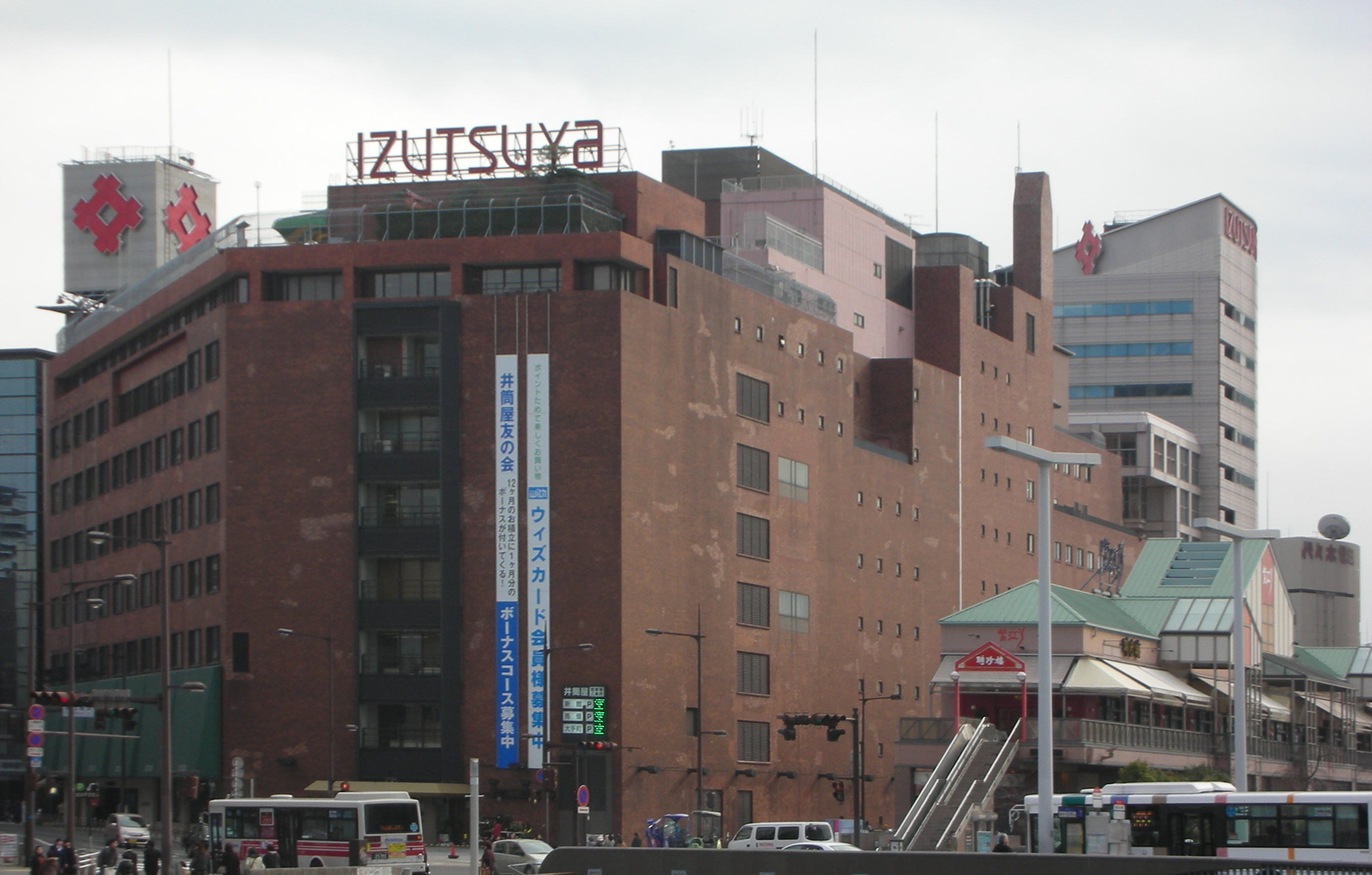
井筒屋小倉本店（北九州市小倉北区、2009年1月）

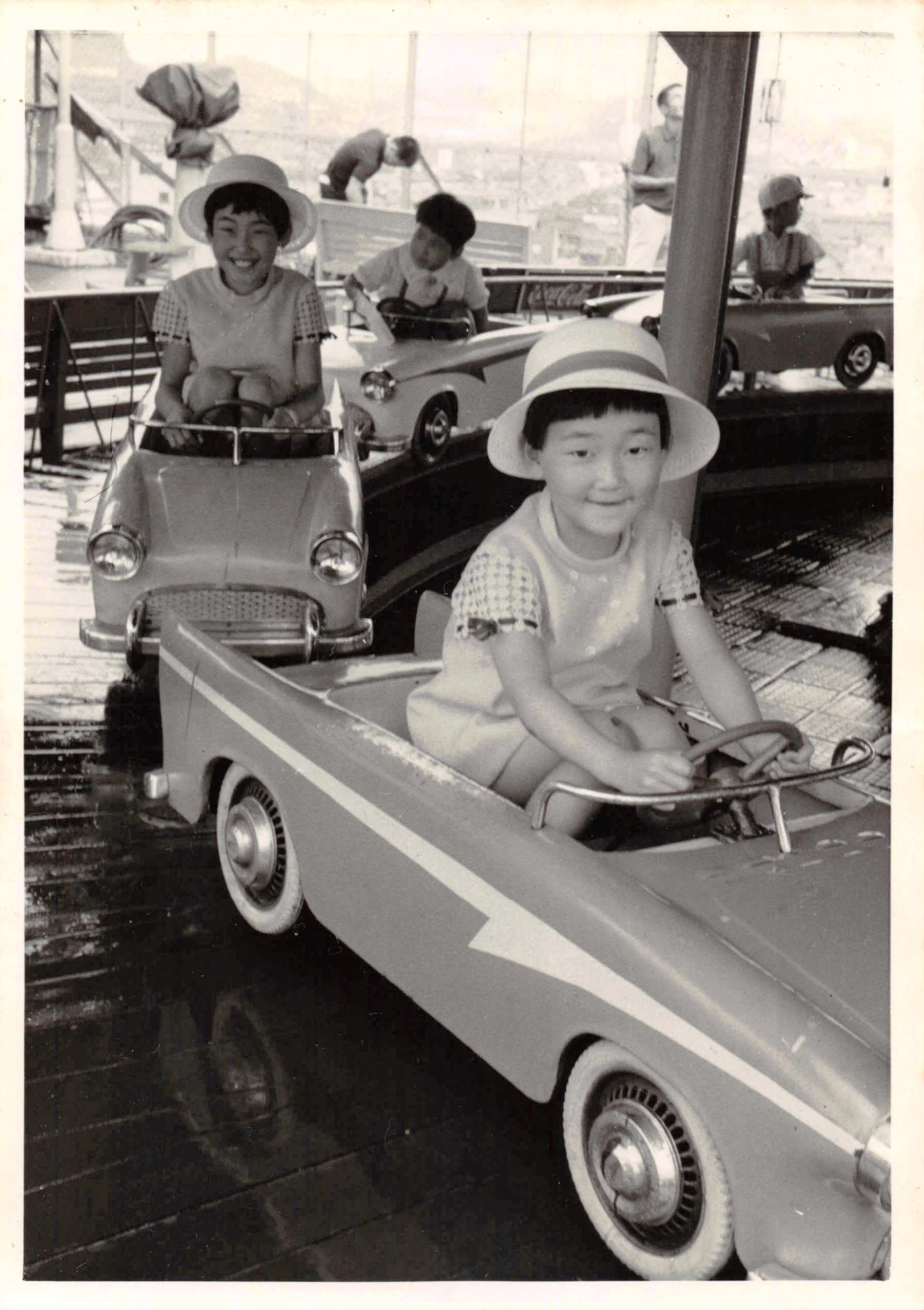
井筒屋八幡店（後の黒崎店移転前）の屋上遊技場（北九州市八幡西区、1969年7月）

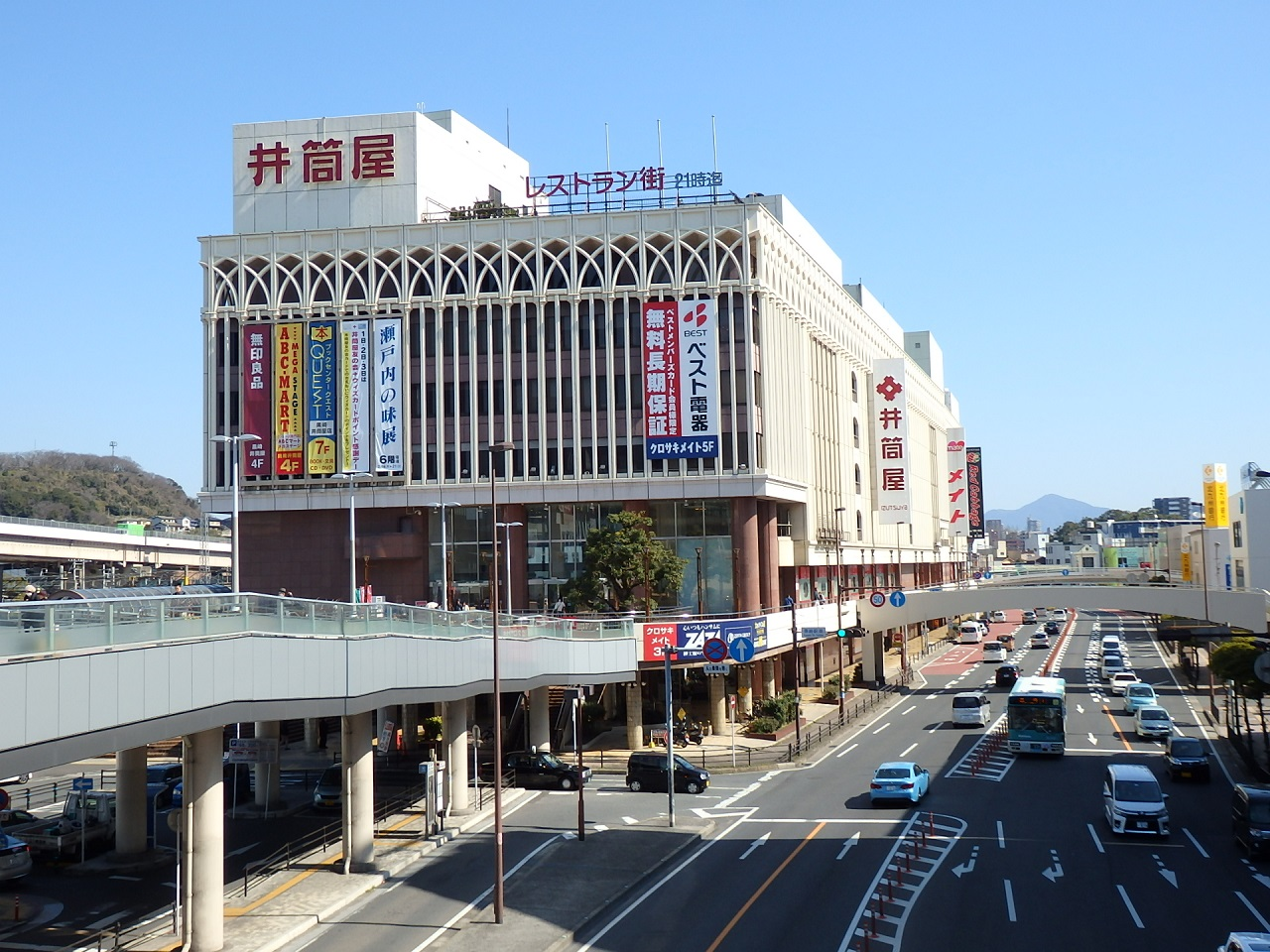
井筒屋黒崎店（北九州市八幡西区、2017年2月時点の写真、2020年8月に閉店）

株式会社井筒屋（いづつや、英: IZUTSUYA CO.,LTD.）は、福岡県北九州市を地盤とする百貨店。日本百貨店協会加盟。
政令指定都市である北九州市において百貨店事業を展開する唯一の事業者（事業グループ）であり、過去に北九州市で営業していた他社の競合百貨店は、全て同市から撤退・閉店している。
- 黒崎そごう - 1979年10月6日開店[4]-2000年12月25日閉店[5] →井筒屋黒崎店
- 小倉そごう - 1993年10月10日開店[6]-2000年12月25日閉店[5]。→セントシティビル
- 小倉玉屋 - 2002年12月25日閉店・廃業[7]
- 小倉伊勢丹 - 2004年から2008年まで

## 概要
1935年7月、小倉市長で旅館「梅屋」主人だった神崎慶次郎と、門司市（現・北九州市門司区）で呉服店「井筒屋」を経営していた住岡由太郎との、共同出資により設立された。建物の敷地は梅屋の土地を充当し、社名は井筒屋の屋号を継承。更に設立にあたっては九州電気軌道（後の西日本鉄道）の出資を仰いだ。1936年10月に小倉本店が開店した。このような経緯があるため、かつては西鉄グループに属していた。なお、現在も西日本鉄道（西鉄）は9.2%の株式を保有する大株主である。
百貨店形態の直営店として、本店（北九州市小倉北区船場町）の他に、山口県山口市で関連会社により店舗を運営している。かつては黒崎店（同市八幡西区黒崎）など福岡県内外に複数店舗があった。現在福岡県内を中心に進物、婦人衣料雑貨など限られた商品を扱う小店舗を展開しており、その多くが大型量販店に併設または隣接したサテライトショップである。
1号店として黒崎店に近接して設けた大型書店「井筒屋ブックセンター」はその後、馬借駐車場再開発に合わせた小倉店オープンの際「ブックセンタークエスト」に名称変更。のち別法人化して独立後、地場書店チェーンの積文館書店（福岡市）に株式を売却（後に同社が吸収合併）して井筒屋グループから離脱しており、現在は井筒屋や西鉄とは無関係な場所での店舗展開も行っている。
2004年2月に小倉そごう跡に開業した小倉伊勢丹にも30%出資し、持分法適用会社となっていたが、商圏競合による売り上げ不振・共倒れ状態防止の観点から、伊勢丹持分の株式を備忘価額の1株1円で全て買い取り、2008年4月1日に「株式会社コレット井筒屋」（新店名「COLET IZUTSUYA」）に商号変更して再開業した。伊勢丹とは、小倉伊勢丹開業を機に全国に先駆け情報システムを統合するなど関係を強化していたこともあり、大きな混乱なく移行させることができたとみられている。2009年（平成21年）3月11日には、井筒屋本店との棲み分けを図るために改装し、新店名「コレット」に改称した。

### 福岡市における事業
1966年に開業した福岡市のJR九州博多駅博多口の駅ビル「博多ステーションビル」で関連会社の博多井筒屋が営業していたが、2007年3月31日で九州新幹線博多駅延伸に伴うJR九州による博多駅再開発のため閉店した。同時に博多井筒屋社も解散した。2005年（平成17年）1月26日には社長名の文書で「新駅ビルへの核百貨店としての出店について前向きに検討したい」などと営業継続を求めた。しかし、2006年（平成18年）4月3日に、JR九州が、新博多駅ビルには阪急百貨店が博多阪急として進出にすることで正式に合意したことを発表した。これにより、補償金45億円で退去することとなった。
博多井筒屋閉店の際、井筒屋から発表・公開された文章の中で「新JR博多駅ビルでの営業は」と書かれており、当時から博多駅ビル以外での場所で再出店を示唆。その後2007年（平成19年）11月2日に博多リバレインイニミニマニモ地下2階部分に井筒屋本体による直営店舗「SALON DE IZUTSUYA U（サロン・ド・井筒屋・ユー）」として開店した。「大人の価値観にフィットする上質なセレクトショップ」をコンセプトとしていた。しかし、売り上げが伸び悩み、会社全体の経営も厳しい状況となったことから、「本拠（北九州）に経営資源を集中する」として、2009年（平成21年）3月30日に同年6月をもって閉店し、福岡市から事実上撤退すると発表した。閉店後は、特産品と九州産焼酎を扱う2店舗が引き続き営業している。

### 経営再建の道のり
2009年（平成21年）2月期連結決算で経常損益が9期ぶりの赤字に転落し、経営再建を図るため、以下の方策が採られることとなった。
- 北九州市内の直営2店の閉店時間を繰り上げて19時とするとともに、元日以外の定休日を年8日程度に限って復活させる[PR 2][PR 3]。
- 久留米井筒屋閉店後の2009年（平成21年）3月1日付で会長以下全役員を降格とし、中村眞人が社長に復帰するとともに営業本部長を兼ねる。同時に、役員数を削減する[PR 4]。
- 外部に委託していた一部の業務を自前に戻し、経費を削減する。

またこれに加え、筑豊唯一の百貨店であった、子会社運営の飯塚井筒屋（飯塚市）についても、売り上げの回復が見込めないとして2009年（平成21年）8月31日をもって閉店したが、地元からの再開要望を受け、翌月半ばから井筒屋本体直営の小型店舗および外商窓口「飯塚・井筒屋サロン」の営業を開始した。
それでもなお業績が回復せず、2010年（平成22年）2月期の決算でも大幅赤字になる見通しとなったことから、同年1月9日、福岡・山口・みずほといった主力取引銀行に対して金融支援を要請して合意を受けた
。
この責任をとるため、中村は後日、社長職を退任した（なお、中村は本業に専念するため、それ以前から旧ニューウェーブ北九州後援会会長など、兼務していた公職を段階的であったが退いていた）。
これらの経費削減が功を奏し2010年（平成22年）8月中間連結決算において減収ではあったが、3期ぶりに黒字に転換した。
2018年4月10日、2009年9月以来、旧飯塚店の後継として営業していた飯塚・井筒屋サロンについて、商圏内の消費環境が不透明な状況にある中、将来の業績好転の見通しは厳しく、さらに、店舗建物の維持・管理コストの増加も見込まれることから、同年10月末での閉店を決定した。
同年7月31日、経営不振により賃料負担が重く、立て直しが厳しいとして、宇部店（山口県宇部市）を同年12月末、コレットを2019年2月末、黒崎店を2019年5月末でそれぞれ営業終了し、関連の特別損失34億円を2018年8月中間期に計上することを発表した。黒崎店に関しては、建物の大家となっている北九州市出資の第三セクター・メイト黒崎との賃料減額交渉などで黒字となる見通しが付いたため、同年7月31日まではそのままで営業、8月1日からは（7階のブックセンタークエストを除いて）1階から3階に規模を縮小して営業を継続する旨を2019年2月25日に発表した。ところが、井筒屋の縮小営業継続後に今度はメイト黒崎側が井筒屋からの賃料収入激減を主因として業績が悪化、最終的には2020年1月24日に破産を申請した。このため同年4月2日の取締役会で、黒崎店を同年8月17日に閉店することを決定し、閉店した（だが同年の9月1日にイオンタウン黒崎1階にマイナーチェンジしたサテライト店舗として再開）。
2021年4月20日には、資本金を105億3200万円→1億円に減資し、資本剰余金も119億400万円→9億2400万円に減らして利益剰余金に振り替え、累積損失を一掃することを発表した。税制上は中小企業となり、税負担も軽減される。

## 沿革
- 1935年（昭和10年）7月30日 - 株式会社井筒屋百貨店として設立。同年11月3日に本館の建設に着手。
- 1936年（昭和11年）6月22日に本館の上棟式を行う。同年10月6日 - 「井筒屋」（現在の本店）を開店。
- 1937年（昭和12年） - 九州電気軌道（西日本鉄道の前身）系列の株式会社九軌百貨店と吸収合併。その後九州電気軌道系列に入る[PR 8][リンク切れ]。
- 1949年（昭和24年） - 飯塚支店が開店[17]。
- 1951年（昭和26年）10月 - 株式会社井筒屋に商号変更。
- 1959年（昭和34年）11月 - 八幡店（後の黒崎店）が開店。
- 1961年（昭和36年）12月 - 福岡証券取引所に上場。
- 1965年（昭和40年）10月 - 飯塚支店を分社化して設立した株式会社飯塚井筒屋（1964年8月の法人設立時は株式会社井光。その後、1965年3月に商号変更）が飯塚店を開店。
- 1966年（昭和41年） - 子会社の株式会社博多井筒屋が博多駅ビルで店舗開店。
- 1969年（昭和44年）10月 - 株式会社宇部ちまきやとの共同出資により株式会社井筒屋ちまきや（1972年4月に株式会社宇部井筒屋へ商号変更）を設立。同年12月に「井筒屋ちまきや」（現在の山口井筒屋宇部店）を開店。
- 1972年（昭和47年）9月1日 - 東京証券取引所二部に上場[2]。
- 1973年（昭和48年）7月 - 東京証券取引所一部に指定替え。
- 1979年（昭和54年）10月 - 若松井筒屋を開業[26]。
- 1987年（昭和62年）10月 - 浮羽井筒屋が開店。[要出典]
- 1995年（平成7年）8月 - 若松井筒屋が閉店[26]。
- 1997年（平成9年）9月 - 浮羽井筒屋が閉店。[要出典]
- 1998年（平成10年）8月 - 本店新館が開店。
- 2001年（平成13年）
  - 1月 - 大牟田井筒屋が閉店（ゆめタウン大牟田1階に移転）。[要出典]
  - 10月 - 黒崎店を現在地（黒崎駅前の黒崎そごう退店跡）に移転。
- 2002年（平成14年）4月 - 井筒屋アネックス-1（旧黒崎店）が開店。
- 2003年（平成15年） - 伊勢丹と提携関係を樹立。以後子会社整理・小倉伊勢丹開業などにおいて、支援を受ける。
- 2007年（平成19年）
  - 3月31日 - 博多井筒屋が閉店[12]。
  - 11月 - 「サロン・ド・井筒屋U」が開店。[要出典]
  - 12月25日 - 伊勢丹が小倉からの撤退を表明したことに伴い、株式会社小倉伊勢丹の全株式を取得し、店舗運営を引き継ぐ方針を発表[8]。
- 2008年（平成20年）
  - 4月1日 - 小倉伊勢丹を引き継ぎ「コレット井筒屋」を開店[9]。株式会社小倉伊勢丹を株式会社コレット井筒屋に商号変更。
  - 5月 - 株式会社宇部井筒屋を株式会社山口井筒屋に商号変更。
  - 10月3日 - 株式会社山口井筒屋が宇部市から山口市に本社を移転、株式会社ちまきやが運営していた「ちまきや」を引き継ぎ「山口井筒屋」として再開業[27][PR 9]。
- 2009年（平成21年）
  - 2月28日 - 久留米井筒屋が閉店。
  - 3月11日 - コレット井筒屋を改装し、店名を「コレット」に改称[11]。
  - 6月30日 - サロン・ド・井筒屋Uが閉店。[要出典]
  - 8月31日 - 飯塚井筒屋が閉店[17]。
  - 9月11日 - 飯塚井筒屋が「飯塚・井筒屋サロン」として規模を縮小し再開業[18]。
- 2014年（平成26年）
  - 10月 - 飯塚・井筒屋サロンを再度縮小。1階のみの営業となる。[要出典]
- 2015年（平成27年）
  - 10月 - 井筒屋アネックス-1（旧黒崎店）の営業を終了。同ビルの解体工事に入る。[要出典]
- 2016年（平成28年）
  - 6月 - 井筒屋アネックス-1の解体完了。土地は井筒屋が保有していたが、2017年に第一交通産業に売却。[要出典]
  - 2018年（平成30年）
- 10月31日 - 飯塚・井筒屋サロンが閉店[20]
- 12月31日 - 宇部店が閉店[21]
- 2019年（平成31年/令和元年）
  - 2月28日 - コレットが閉店[21]
  - 8月1日 - 黒崎店が規模縮小[22]
- 2020年 (令和2年)
  - 8月17日　- 黒崎店が閉店[24]
  - 9月1日　- イオンタウン黒崎にサテライト店舗として「イオンタウン黒崎ショップ」を再開[PR 10]。

## 店舗
小倉本店
通称：小倉井筒屋。北九州市小倉北区船場町1番1号。
以前は本館の西側に紫川別館が存在したが、駐車場棟跡地に建設した新館開業を期に取り壊された。跡地には井筒屋が飲食店などを集めた施設「紫江'S（しこうず）」を開業させており、井筒屋本館とは地下通路で繋がっている（北九州市ルネッサンス構想も参照）。
現在は本館横に新館が建てられ、連絡通路で繋がっている。
1980年代には東側出入口の上に電光掲示板が設置されていたが、現在は撤去されている。また同時期より電光掲示板下にはピーターパンをモチーフにしたからくり時計が設置されているが、現在は定時になっても稼働していない。
山口店
株式会社山口井筒屋による運営。山口市中市町3番3号。

### サテライトショップ（ギフトショップ、小型売店）

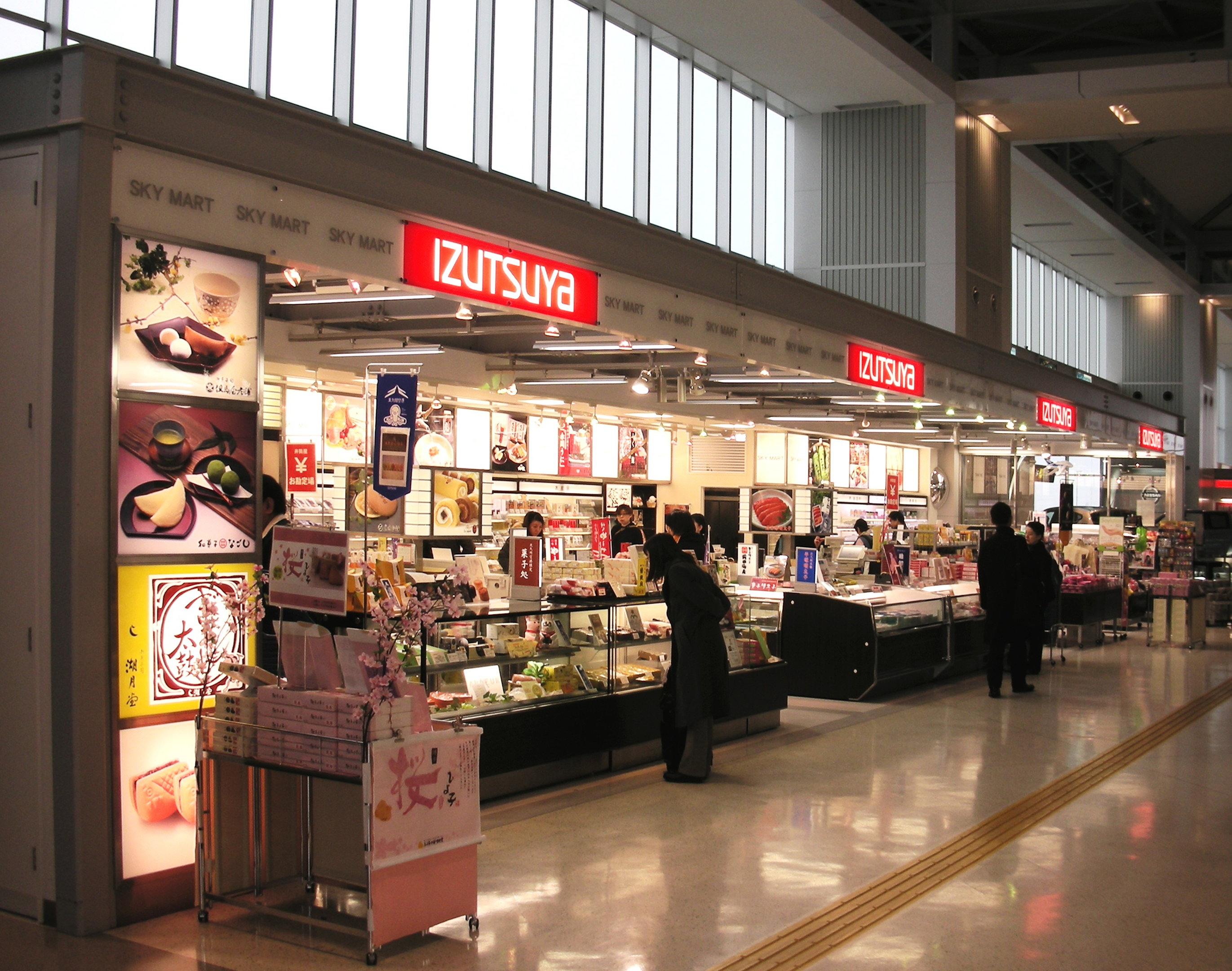
北九州空港店

### 過去に存在した店舗

#### 八幡支店→黒崎店
通称：黒崎井筒屋。八幡西区黒崎1丁目1番1号、クロサキメイト西ブロック（旧黒崎そごう跡）。
2019年5月31日をもって営業終了予定だったが、7月31日まで現状規模で、翌8月1日より1階から3階に営業フロアを縮小した上で営業継続。メイト黒崎の破産に伴い、2020年8月17日に閉店した。
百貨店業態としての店舗は幕を閉じたが、14日の空白期間を経て9月1日、イオンタウン黒崎に（百貨店業態ではない）サテライトではあるが後継店舗が開店した。

#### 井筒屋アネックス-1

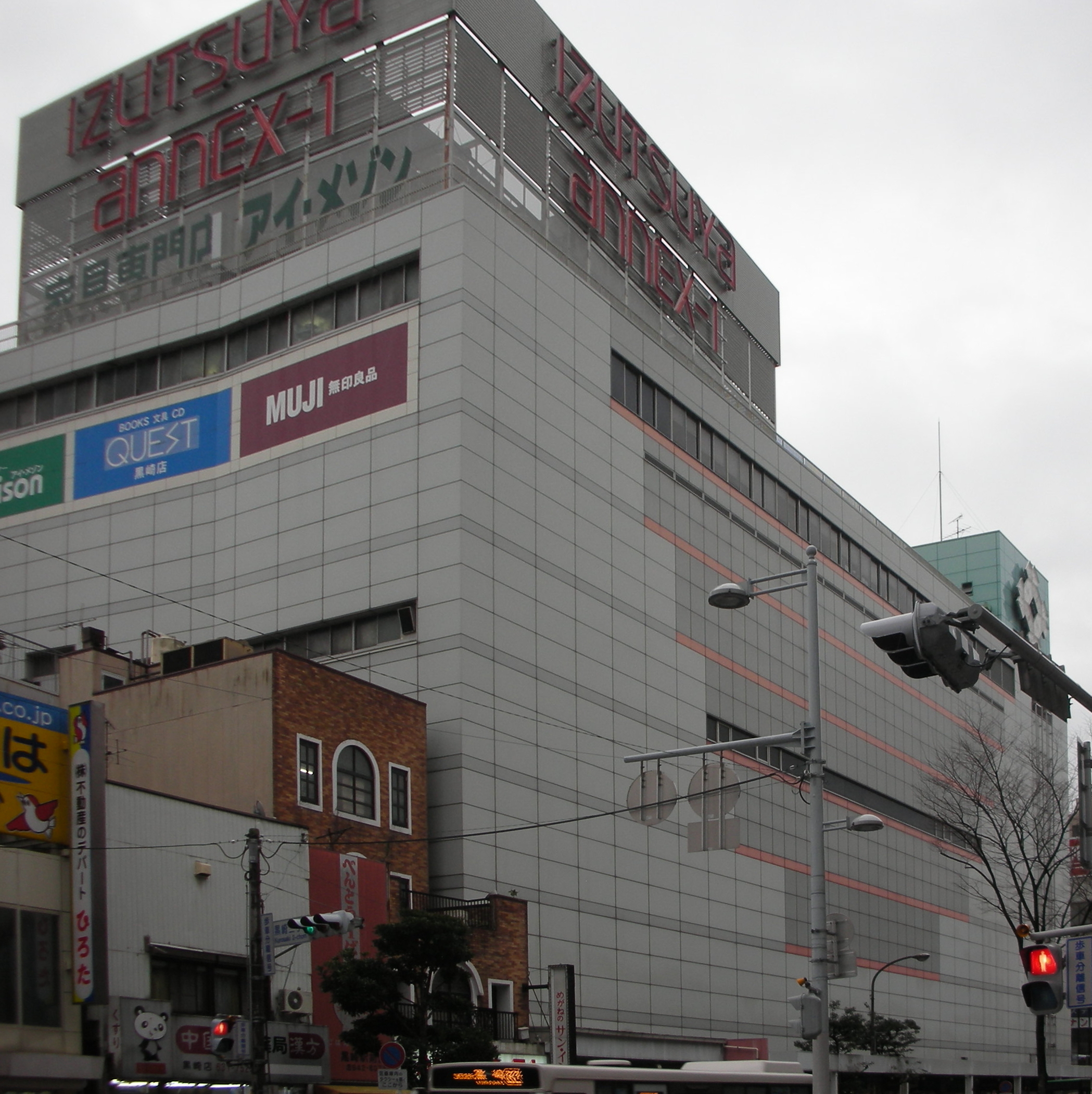
井筒屋アネックス-1（2009年3月）

黒崎店が2001年に旧黒崎そごう跡へ移転後、旧黒崎店をリニューアルして2002年に開業した。裏手にあったブックセンタークエスト黒崎店（旧井筒屋ブックセンター）を移転開業させ、無印良品、家具店i-Maison等の専門店商業施設として営業を続けたが、ビルの老朽化に伴う維持管理や黒崎店への一極集中を理由に、2015年、55年間の同ビルでの営業に幕を下ろした。

#### 本城店
北九州市八幡西区光貞台1丁目にあった、屋上に駐車場を備える郊外型の2階建ての店舗。黒崎そごうの出店に対抗するため、近くに産業医科大学が開設された3年後の1981年に、同大学北側の大学関係者も多く住む住宅街に開店したが、幹線道路に面していないことや、鉄道駅に直結していないことなどから経営状況は改善せず、1984年に閉店。跡地はしばらく空き店舗の後、太陽家具北九州西店が開業していたが2018年に閉店している。
閉店後は長らく、旧店舗から東方向に3kmほど離れた場所にある「Mr.Max本城ショッピングセンター」にて「本城・井筒屋サロン」を運営していたが、現在はイオン若松店に移転し、「二島ショップ」として出店している。

#### 中津店
大分県中津市のJR九州中津駅北側に1978年（昭和53年）10月、売場面積2257平方メートルの店舗を開店した。当初は大分交通と提携する形で駅南側の同社所有地に売場面積8千平方メートル程度の中型百貨店を建設し、バスターミナルを併設する計画をもっていたが、地元商業者の百貨店計画への反対により実現しなかった。2000年（平成12年）8月24日、売上不振を理由に閉店を発表し、同年12月末をもって店舗を閉鎖・撤退した。中津店の閉店後は、ゆめタウン中津に「中津ショップ」を出店している。

#### 若松井筒屋
北九州市若松区本町3丁目にあった「丸柏百貨店」（1938年開業）を1979年10月に買収し、「若松井筒屋」として子会社化し営業していたが、1995年に閉店。若松井筒屋は北九州市役所の売店運営も担当していたため、閉店後の売店運営は井筒屋本体が引き継いだ。
閉店後の建物は数年間放置されていたが、解体後は空地となっていた期間を経て、2007年にホテルルートイン北九州若松駅東が建っている。
若松井筒屋閉店から12年後の2007年3月10日に、「サンリブ若松店」に「井筒屋若松ショップ」を出店。売場面積は320平方メートルで、洋菓子・和菓子やギフト、婦人服等を販売する。

#### 博多井筒屋
博多ステーションビルに入居していた。1966年に開店。2007年3月31日午後7時をもって博多駅再開発のため閉店した（上述）。
SALON DE IZUTSUYA U
博多店の事実上の後継店舗として、博多リバレインイニミニマニモ地下2階に開店したが、2009年6月に撤退した（上述）。

#### 久留米井筒屋
子会社の「久留米井筒屋」による運営。業績不振により2009年2月をもって閉店したが、同社の運営する大牟田、筑後のサテライトショップの営業は継続していた。後に大牟田ショップは本社直営に移管され、筑後ショップは閉店した。法人は現存しており、不動産管理業を担う。
久留米井筒屋大牟田店
久留米井筒屋が大牟田市の西鉄天神大牟田線新栄町駅前に1970年に開業し、2000年12月に閉店した。現在はゆめタウン大牟田で「大牟田ショップ」を営業している。

#### 飯塚井筒屋
株式会社丸神百貨店（1936年創業・飯塚市東町）を買収、当時小倉でのみ営業していた井筒屋の初の支店として1949年に開業し、後に分社され「飯塚井筒屋」として営業を行った。2007年頃から百貨店営業を終了する2009年まで、小倉本店で販売している「いづつや饅頭」の社章焼印を、地元出身で内閣総理大臣を務めた麻生太郎の似顔絵に変えた「たろちゃん饅頭」を販売していた。
飯塚井筒屋としての百貨店営業は2009年に終了したが、その後は4階建てビルの1階・2階だけに店舗を縮小し、「飯塚・井筒屋サロン」として営業を続けた。しかし2018年10月でビルの老朽化によるコスト増大等を理由に閉店した。後継として、「飯塚ショップ」をイオン穂波ショッピングセンター内に開店している。

#### 浮羽井筒屋
1987年10月に、ショッピングセンター「うきはプラザ」の核店舗として開店し、1997年9月に閉店した。

#### 過去に存在したサテライトショップ（ギフトショップ、小型売店）
小倉記念病院売店
小倉記念病院の移転に伴い閉店。
福岡空港店
かつて福岡空港国内線ターミナルに出店していた。正式店舗名は不詳。
小郡ショップ
かつて小郡市の西鉄小郡駅前に出店していた。現在は空家となっており、民主党の選挙事務所として使われたこともある。外装にIZUTSUYAマークの跡が確認できる。
筑後ショップ
筑後市。久留米井筒屋閉店後も運営されていたが、久留米井筒屋の営業休止に伴い閉店。

### 出店を計画していた店舗

#### 大分店
中津店に続き新産業都市として発展が期待された大分市への出店を目指し、同市内への出店用地を決定、用地買収費用の10億円を含む事業費50億円を投じ、売場面積2万6324平方メートルの百貨店として1973年（昭和48年）10月1日に営業開始する計画を百貨店審議会に申請していたが、大分市の購買力が当初想定していたほど伸びなかったことから出店を取りやめた。
井筒屋の出店断念後、大分店の出店予定地は大分市が総合コミュニティセンターの建設用地として取得し、1986年（昭和61年）6月に図書館や文化ホールなどからなる複合施設「コンパルホール」として開館した。

#### 西鉄福岡駅再開発への出店計画
かつての親会社であった西日本鉄道による西鉄福岡駅の再開発構想に対し、三越、そごう、岩田屋などの百貨店と並び出店意向を表明していた。西鉄は三越・井筒屋グループとしての出店計画を選定し、当初運営会社に井筒屋も出資していたが、最終的には三越による「福岡三越」として1997年（平成9年）に開店した。

## 主な関連会社

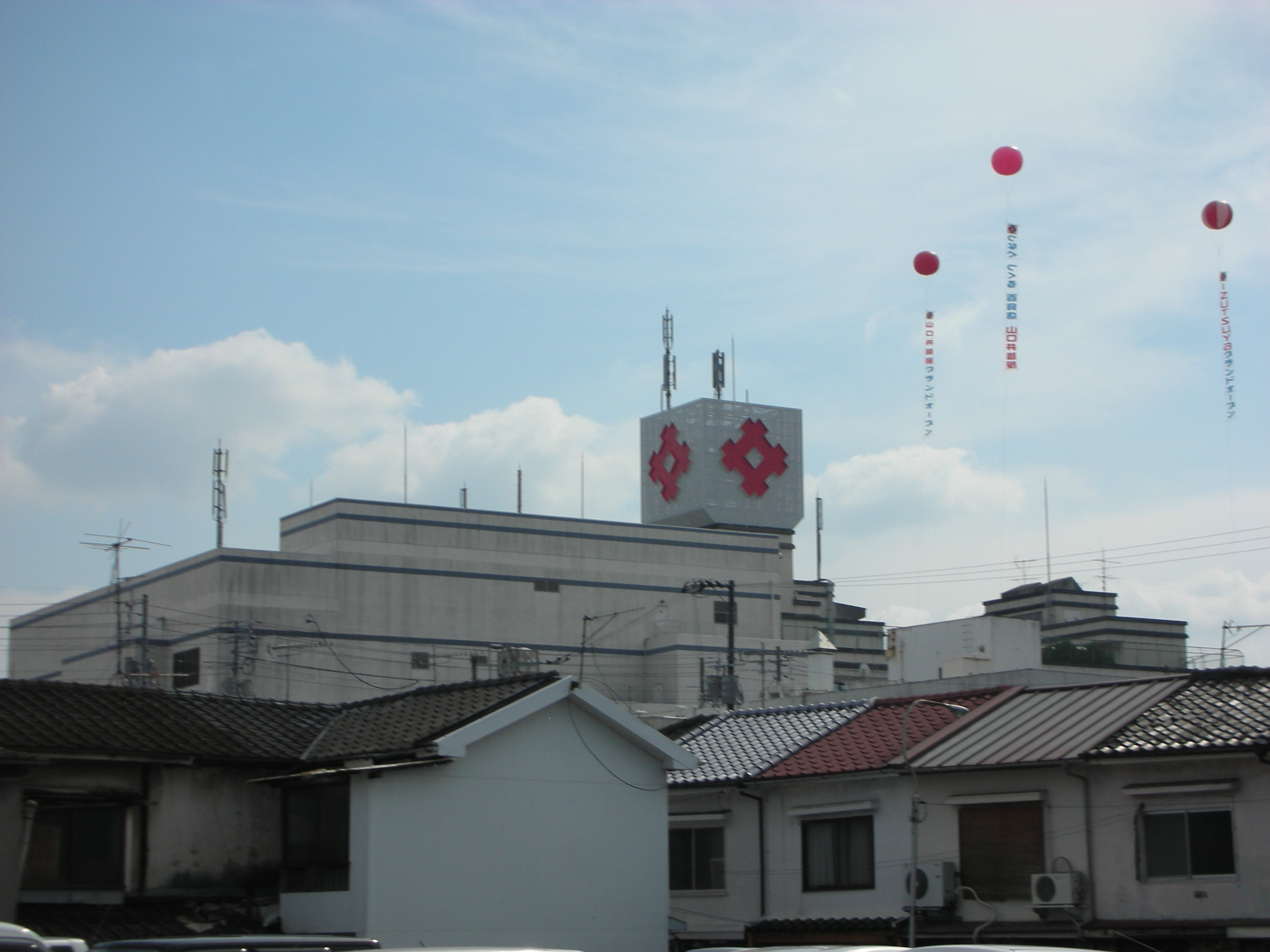
山口井筒屋本店（2008年10月）

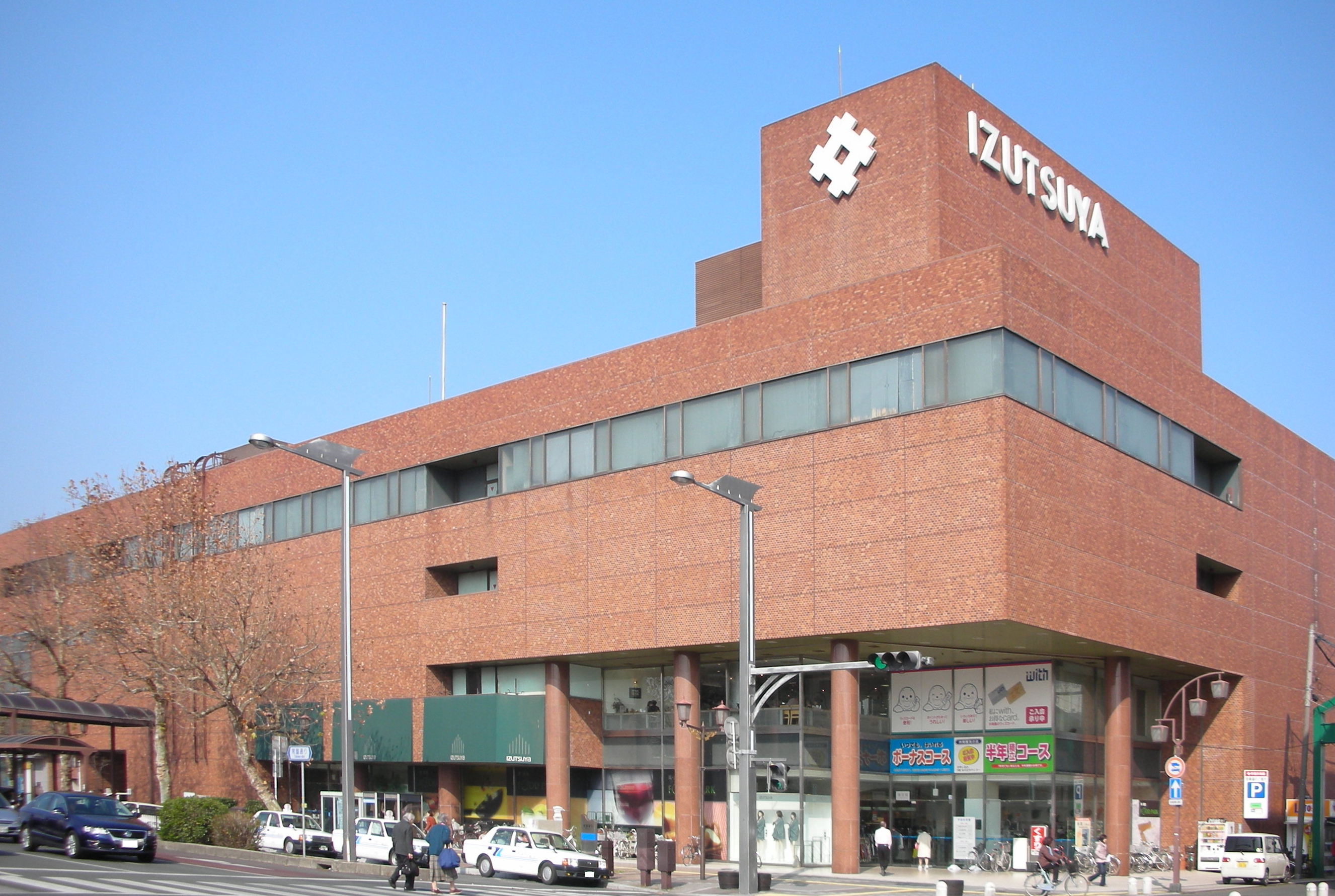
山口井筒屋宇部店（2009年1月）

株式会社山口井筒屋
1969年（昭和44年）にちまきやとの合弁で「井筒屋ちまきや」として開業。1972年（昭和47年）に井筒屋の100%出資となり、2008年（平成20年）に現社名に変更。
株式会社井筒屋友の会
株式会社レストラン井筒屋
井筒屋各店のレストラン、飲食店の運営の他、小倉北区役所や九州厚生年金病院のレストランの運営も行っている。
株式会社井筒屋商事

### 過去の関連会社

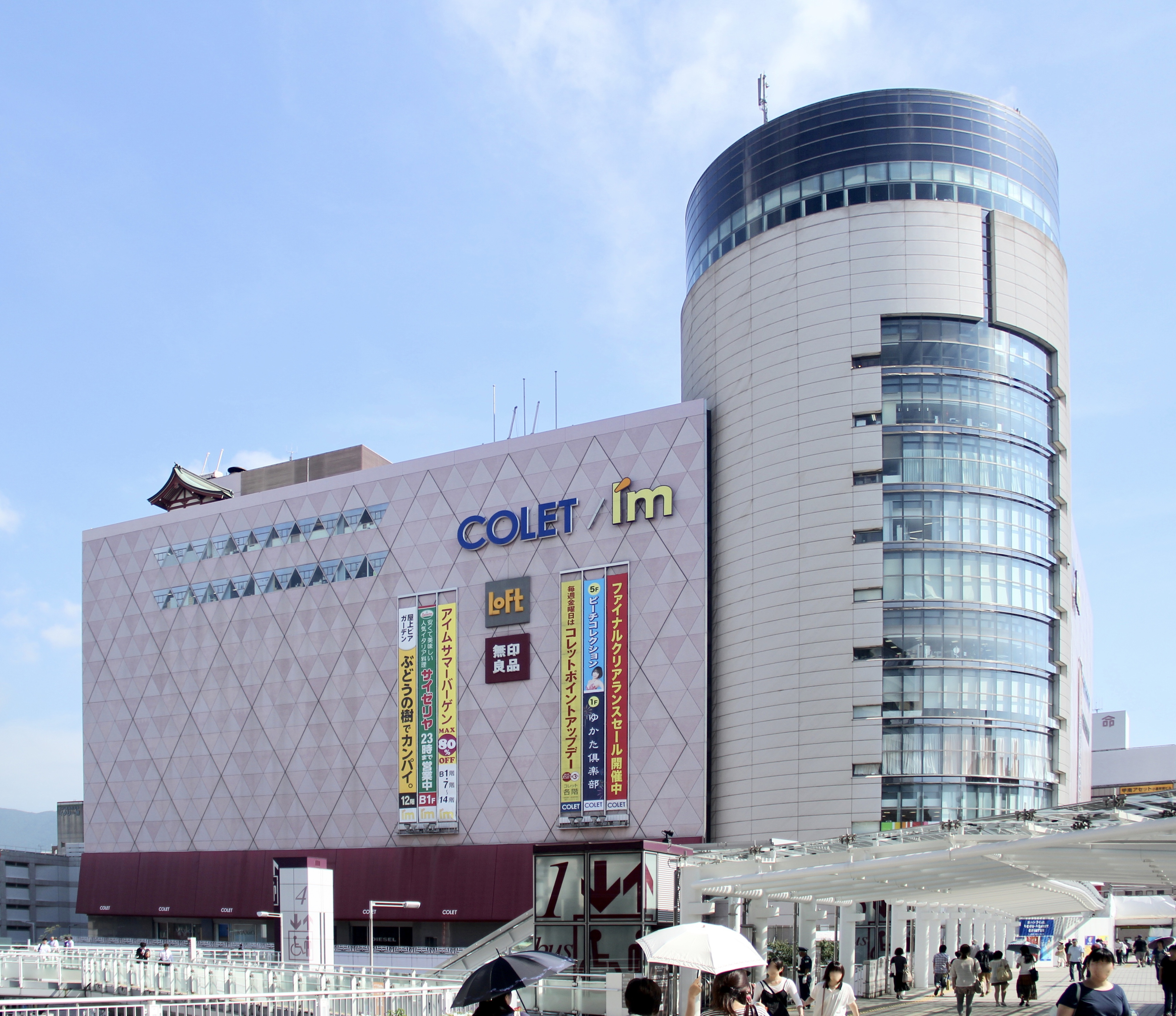
コレット（2009年6月）

株式会社コレット井筒屋
旧店名・社名「小倉伊勢丹」。実質的には、運営は小倉本店と一体化されていたが、法人は別であった。2020年2月に清算結了。
博多井筒屋
過去にJR博多駅ビル内にあった。駅ビル建替えに伴い、2007年（平成19年）3月末に閉店、法人も解散した。4月以降は、しばらくの間井筒屋本社が博多駅の専門店街に相談窓口を設けていた。
井筒屋ウィズカード
山口フィナンシャルグループに属するカード会社。伊勢丹との提携の際、伊勢丹のMDシステム・顧客情報分析システムを有効活用するために譲渡し、伊勢丹アイカード子会社となった。後に伊勢丹経営統合で発足した三越伊勢丹ホールディングスの事業見直し過程で、山口フィナンシャルグループに売却され現在に至る。
ブックセンタークエスト
分社後、株式の90%を積文館書店に売却。そのため、井筒屋の持株比率は10%に低下し、関連会社ではなくなった。その後、積文館書店と共に日本出版販売の連結対象関連会社となり、井筒屋の連結対象から外れているが、従来通り井筒屋ウィズカードなども利用できる。2009年（平成21年）3月1日付で積文館書店と合併（合併後の社名は、株式会社積文館書店）。
タミー
西日本鉄道と共同出資で西鉄久留米駅ビルでスーパーマーケットを運営。後にグランドストア西都と合併。その後、西鉄ストアに吸収された。

## その他の話題
- 流通業界への就職を後押しするため、全国で初めて店舗販売員を養成する専門学校「西日本リテールカレッジ」を2005年（平成17年）4月に開校した[46][PR 11]。
- 2000年代前半にテレビ西日本で放送されていた番組『女神のアンクレット』の一社提供を行っていた。北九州にゆかりのある人にスポットを当て、贈り物、プレゼントに関するトークを繰り広げる15分番組であった[要出典]。
- 北九州市に拠点を置くJリーグクラブ、ギラヴァンツ北九州のイヤーブックスポンサーを務めている[PR 12]。かつてはベンチ広告スポンサーを務めていた。同クラブがニューウェーブ北九州として九州サッカーリーグに加盟していた2007年までは、ユニフォームスポンサーであった。[要出典]
- 2014年に放送されたドラマ『MOZU』、2017年2月11日に公開された映画『相棒 -劇場版IV- 首都クライシス 人質は50万人! 特命係 最後の決断』などのロケ地として、小倉店と周辺道路が使用され、従業員も出演した。[要出典]